# Tridrepana
Tridrepana is een geslacht van vlinders van de familie eenstaartjes (Drepanidae), uit de onderfamilie Drepaninae.

## Soorten
- T. acuta Watson, 1957
- T. adelpha Swinhoe, 1905
- T. aequinota Watson, 1957
- T. albonotata Moore, 1879
- T. argentistriga Warren, 1896
- T. arikana Matsumura, 1921
- T. astralaina Wilkinson, 1972
- T. aurorina Bryk, 1943
- T. brunneilinea Holloway, 1998
- T. cervina (Warren, 1922)
- T. clinala Wilkinson, 1972
- T. crocea Leech, 1888
- T. emina Chu & Wang, 1988
- T. examplata (Warren, 1922)
- T. fasciata Warren, 1903
- T. finita Watson, 1957
- T. flava (Moore, 1879)
- T. fulva (Hampson, 1892)
- T. fulvata Snellen, 1876
- T. hainana Chu & Wang, 1988
- T. hypha Chu & Wang, 1988
- T. leva Chu & Wang, 1988
- T. lunulata (Butler, 1887)
- T. maculosa Watson, 1957
- T. marginata Watson, 1957
- T. mediata Warren, 1922
- T. melliflua Warren, 1922
- T. microcrocea Gaede, 1933
- T. obliquitaenia (Warren, 1922)
- T. obscura Watson, 1957
- T. olivacea Warren, 1903
- T. postica Moore, 1879
- T. rectifasciata Watson, 1957
- T. rubromarginata Leech, 1898
- T. sadana (Moore, 1865)
- T. septempunctata Warren, 1896
- T. sera Warren, 1896
- T. sigma Watson, 1957
- T. spatulata Watson, 1957
- T. subtusmaculata Gaede, 1953
- T. thermopasta (Hampson, 1914)
- T. trialba Watson, 1957
- T. unispina Watson, 1957